# Változó idők
Változó idők (węg. Zmieniające się czasy) – piąty studyjny album węgierskiego rockowego zespołu Edda Művek. Album został nagrany w Stúdió P w 1988 roku. W nagraniu albumu uczestniczyli nowi muzycy, gitarzysta István Alapi i basista Gábor Pethő. Album został wydany w 1988 roku na LP i MC przez Hungaroton-Favorit. Do trzech utworów ("Lisztománia", "Ég a házunk", "Fohász") nagrano teledyski. Album uzyskał na Węgrzech status złotej płyty. W 2000 roku album został poddany obróbce cyfrowej w Stúdió P, a następnie wydany przez Hungaroton na CD.

## Lista utworów

### Strona A
1. "Változó idők" (5:35)
2. "Ég a házunk" (4:09)
3. "Börtön" (5:54)
4. "Érdem" (4:52)

### Strona B
1. "Mindig veletek" (4:41)
2. "Lisztománia" (7:39)
3. "Megmondtam" (4:29)
4. "Fohász" (5:05)

## Skład zespołu
- Attila Pataky – wokal
- Zsolt Gömöry – instrumenty klawiszowe
- Gábor Pethő – gitara basowa
- István Alapi – gitara
- Tibor Donászy – perkusja